# To Be Loved
To Be Loved er det ottende studiealbum fra den canadisk-italiensk musiker Michael Bublé, og hans sjette album fra et stort pladeselskab. Det blev udgivet i Storbritannien den 15. april 2013 og herefter i Canada 22. april og USA 23. april.
Forud for albummet blev førstesinglen "It's a Beautiful Day", udgivet den 25. februar. Albummet har fire originale sange og 10 coverversion. Det blev Bublés fjerde album i træk, der nåede førstepladsen af Billboard 200.

## Spor
| 1.    | "You Make Me Feel So Young"                                           | 3:06 |
| 2.    | "It's a Beautiful Day"                                                | 3:19 |
| 3.    | "To Love Somebody"                                                    | 3:15 |
| 4.    | "Who's Lovin' You"                                                    | 2:56 |
| 5.    | "Somethin' Stupid" (featuring Reese Witherspoon)                      | 2:58 |
| 6.    | "Come Dance with Me"                                                  | 2:46 |
| 7.    | "Close Your Eyes"                                                     | 3:33 |
| 8.    | "After All" (featuring Bryan Adams)                                   | 3:38 |
| 9.    | "Have I Told You Lately That I Love You?" (with Naturally 7)          | 3:26 |
| 10.   | "To Be Loved"                                                         | 3:41 |
| 11.   | "You've Got a Friend in Me"                                           | 3:26 |
| 12.   | "Nevertheless (I'm in Love with You)" (featuring The Puppini Sisters) | 2:56 |
| 13.   | "I Got It Easy"                                                       | 3:39 |
| 14.   | "Young at Heart"                                                      | 3:43 |
| 46:16 |                                                                       |      |

| 16. | Untitled (swing mix) |  |

| #   | Titel                               | Længde |
| --- | ----------------------------------- | ------ |
| 15. | "Be My Baby"                        | 2:48   |
| 16. | "It's a Beautiful Day" (swing mix)  | 4:17   |
| 17. | "The Making of To Be Loved" (video) | 31:20  |

## Hitlister
| Chart (2013–17)                       | Peak position |
| ------------------------------------- | ------------- |
| Argentinian Albums Chart              | 1             |
| Australian Albums Chart               | 1             |
| Østrig (Ö3 Austria)                   | 1             |
| Belgian Albums (Ultratop Flanders)    | 1             |
| Belgian Albums (Ultratop Wallonia)    | 4             |
| Canadiske Albummer (Billboard)        | 1             |
| Chilean Albums                        | 1             |
| Danmark (Album Top-40)                | 2             |
| Holland (Album Top 100)               | 1             |
| German Albums (Media Control Charts)  | 2             |
| Finland (Musiikkituottajat)           | 2             |
| Frankrig (SNEP)                       | 4             |
| Hong Kong Albums (HMV Overall Charts) | 1             |
| Hungarian Albums Chart                | 1             |
| Irland (IRMA)                         | 1             |
| Italien (FIMI)                        | 3             |
| Mexican Albums Chart                  | 1             |
| New Zealand Albums Chart              | 1             |
| Norge (VG-lista)                      | 2             |
| Polen (ZPAV)                          | 1             |
| Portugal (AFP)                        | 1             |
| Skotland (OCC)                        |               |
| South African Albums (RISA)           | 2             |
| Spanien (PROMUSICAE)                  | 4             |
| Sverige (Sverigetopplistan)           | 3             |
| Schweiz (Schweizer Hitparade)         | 1             |
| Taiwanese International Albums Chart  | 16            |
| UK Albums Chart                       | 1             |
| US Billboard 200                      | 1             |

| Hitliste (2013)                   | Placering |
| --------------------------------- | --------- |
| Argentine Albums (CAPIF)          | 30        |
| Australian Albums Chart           | 4         |
| Austrian Albums Chart             | 26        |
| Belgian Albums Chart (Wallonia)   | 62        |
| Belgian Albums Chart (Flanders)   | 45        |
| Canadian Albums Chart             | 14        |
| Danish Albums Chart               | 53        |
| Dutch Albums Chart                | 13        |
| Finnish Albums Chart              | 5         |
| Hungarian Albums Chart            | 22        |
| Irish Albums Chart                | 7         |
| Mexican Albums Chart              | 32        |
| New Zealand Albums Chart          | 11        |
| Spanish Albums Chart (PROMUSICAE) | 30        |
| Swiss Albums Chart                | 43        |
| UK Albums Chart                   | 3         |
| US Billboard 200                  | 28        |

| Chart (2014)             | Position |
| ------------------------ | -------- |
| Australian Albums Chart  | 40       |
| New Zealand Albums Chart | 14       |

| Hitliste (2010–2019)     | Placering |
| ------------------------ | --------- |
| Australian Albums (ARIA) | 71        |
| UK Albums (OCC)          | 74        |
| US Billboard 200         | 179       |